# Кизвил (Вирџинија)
Кизвил (енгл. Keysville) град је у америчкој савезној држави Вирџинија. По попису становништва из 2010. у њему је живело 832 становника.

## Демографија
Према попису становништва из 2010. у граду је живело 832 становника, што је 15 (1,8%) становника више него 2000. године.
| Група             | 2000.       | 2010.       |
| Белци             | 526 (64,4%) | 538 (64,7%) |
| Афроамериканци    | 274 (33,5%) | 246 (29,6%) |
| Азијати           | 1 (0,1%)    | 5 (0,6%)    |
| Хиспаноамериканци | 9 (1,1%)    | 31 (3,7%)   |
| Укупно            | 817         | 832         |